# Lang Gia Bảng
Lang Gia Bảng (tiếng Anh: Nirvana in Fire, tiếng Trung: 琅琊榜, bính âm: Lángyá Bǎng; thường bị nhầm là Lang Nha Bảng do lỗi phiên âm) là một bộ phim cổ trang - lịch sử Trung Quốc phát sóng năm 2015, được chuyển thể từ cuốn tiểu thuyết cùng tên của nhà văn Hải Yến . Bộ phim được phát sóng trên kênh Bắc Kinh TV và Dragon TV , với số lượng 2 tập/ngày, liên tục từ thứ hai đến Chủ nhật, trong khung giờ 19:30-21:00. Đạo diễn của bộ phim là Khổng Sênh và Lý Tuyết cùng với sự tham gia của Hồ Ca, Lưu Đào, Vương Khải,... Bộ phim kể về Lâm Thù, với tên gọi mới là Mai Trường Tô, sau 12 năm đã quay trở về thành Kim Lăng tìm kiếm kẻ phản bội năm xưa.
Bộ phim bắt đầu khởi quay vào tháng 2/2014 tại trường quay Hoành Điếm  và đóng máy vào tháng 6/2014 . Ban đầu, Lang Gia Bảng được đặt lịch phát sóng vào ngày 18/9/2015, cuối cùng chuyển sang ngày 19/9/2015. Bộ phim rất thành công về mặt thương mại, ngày chiếu thứ 2 đã có hơn 10 triệu lượt xem và có 1,6 tỷ người theo dõi trên iQiyi. Trên mạng xã hội Weibo đã có 3,55 tỷ bài viết về bộ phim.
Lang Gia Bảng đã đoạt giải Phim truyền hình xuất sắc nhất tại giải Phi thiên và đạo diễn Khổng Sênh cũng giành được giải Đạo diễn xuất sắc nhất.
Hồ Ca với vai diễn Mai Trường Tô đạt các giải thưởng Thị Đế (trong đó có giải Bạch Ngọc Lan và giải Kim Ưng - 2 giải thưởng uy tín của truyền hình Trung Quốc).

## Nội dung chính
Lang Gia Bảng chủ yếu xoay quanh nhân vật Mai Trường Tô (Hồ Ca đóng) vốn là thiếu soái của quân Xích Diễm (thân phận cũ là Lâm Thù). Nhưng vì kẻ gian hãm hại mà cha mình và cả đội quân bị kết tội mưu phản và tiêu diệt tại Mai Lĩnh. Lâm Thù sống sót nhưng trúng độc, thay đổi hoàn toàn diện mạo, sau đó trở thành Mai Trường Tô - Tông chủ của Giang Tả Minh. Nơi đây, chàng xây dựng kế hoạch báo thù, lật lại vụ án năm xưa, quyết tâm rửa sạch oan khuất cho cha và bảy vạn quân Xích Diễm năm xưa. Lấy lý do dưỡng bệnh, Mai Trường Tô đã quay trở lại thành Kim Lăng sau 12 năm. Khi đó thiên hạ có câu truyền: "Lang Gia Bảng thủ, Giang Tả Mai lang" (Đứng đầu bảng Lang Gia, ở Giang Tả có chàng họ Mai) và lời đồn Mai Trường Tô với danh "Kỳ Lân tài tử", có được Mai Trường Tô là có được thiên hạ. Do vậy khi vừa trở về, chàng lập tức bị cuốn vào cuộc chiến vương quyền của các hoàng tử Đại Lương, nổi bật là Thái tử Tiêu Cảnh Tuyên và Dự vương Tiêu Cảnh Hoàn. Mặc cho Thái tử và Dự vương lôi kéo về phe cánh của mình, Mai Trường Tô chỉ một lòng phò tá Tĩnh vương Tiêu Cảnh Diễm - người huynh đệ thân thiết thuở thiếu thời, có tấm lòng nhân hậu, chính trực, mặc dù lúc ban đầu Tĩnh vương không hề có ý định tranh quyền đoạt vị. Chàng cũng gặp lại Quận chúa Nghê Hoàng - vị hôn thê 12 năm về trước được hứa gả, và Mông đại thống lĩnh - huynh đệ tốt năm xưa. Ngoài việc làm mưu sĩ cho Tĩnh vương, Mai Trường Tô còn là Tông chủ Giang Tả Minh - bang phái đứng đầu giang hồ, đồng thời chàng cũng đứng đầu Lang Gia công tử bảng. Ở bên cạnh hỗ trợ Mai Trường Tô là Lang Gia Các thiếu chủ Lận Thần và hộ vệ là Phi Lưu - một đứa trẻ vốn được Lận Thần cưu mang từ nhỏ.

## Những bài thơ được sử dụng trong phim
1.

Dao ánh nhân gian băng tuyết dạng

Ám hương ưu phù khúc Lâm Giang

Biến thức thiên hạ anh hùng lộ

Phủ thủ Giang Tả hữu Mai lang.

 | 2. 在獄詠蟬 西陸蟬聲唱， 南冠客思深。 不堪玄鬢影， 來對白頭吟。 露重飛難進， 風多響易沉。 無人信高潔， 誰為表予心？ | Tại ngục vịnh thiền Tây lục thiền thanh xướng, Nam quan khách tứ thâm. Bất kham huyền mấn ảnh, Lai đối bạch đầu ngâm. Lộ trọng phi nan tiến, Phong đa hưởng dị trầm. Vô nhân tín cao khiết, Thuỳ vị biểu dư tâm? |

## Diễn viên

### Diễn viên chính
- Hồ Ca vai Tông chủ Giang Tả Minh - Mai Trường Tô/ Tô Triết/ Thiếu soái Xích Vũ Doanh - Lâm Thù

- Trương Triết Hạn vai Lâm Thù (thiếu niên)

- Lưu Đào vai Quận chúa Nam Cảnh - Mục Nghê Hoàng

- Phàn Tiểu Dương vai Nghê Hoàng (lúc nhỏ)

- Vương Khải vai Tĩnh Vương Tiêu Cảnh Diễm

### Giang Tả Minh
- Ngô Lỗi vai Phi Lưu
- Chu Kỳ Kỳ vai Cung Vũ
- Vương Hoành vai Lê Cương
- Triệu Nhất Long vai Chân Bình
- Ngụy Vỹ vai Đồng Lộ
- Chung Vệ Hoa vai Yến đại phu
- Công Phương Mẫn vai Thập Tam tiên sinh
- Trương Hân Kỳ vai Tâm Dương
- Trương Hân Dao vai Tâm Liễu

### Hoàng cung Lương Quốc
- Trịnh Dục Chi vai Thái Hoàng Thái Hậu (Thái nãi nãi)
- Đinh Dũng Đại vai Lương đế Tiêu Tuyền
- Trữ Văn Đồng vai Kỉ Vương - thần đệ (em trai Lương đế)
- Lưu Mẫn Đào vai Tĩnh Phi, mẫu phi của Tĩnh Vương
- Phương Hiểu Lị vai Ngôn hoàng hậu - dưỡng mẫu của Dự Vương
- Dương Vũ Đình vai Việt Quý Phi
- Trần Lệ Na vai Huệ phi
- Cao Hâm vai Thái Tử Tiêu Cảnh Tuyên
- Hoàng Duy Đức vai Dự Vương Tiêu Cảnh Hoàn
- Tương Lâm Y vai Dự Vương phi
- Trương Diễm Diễm vai Trưởng công chúa Lỵ Dương
- Lưu Dịch Quân vai Ninh Quốc hầu Tạ Ngọc (phu quân của công chúa Lỵ Dương)
- Vương Kính Tùng vai Quốc cữu gia Ngôn Khuyết
- Trương Cự Minh vai Đình Sinh: con trai Kỳ vương Tiêu Cảnh Vũ
- Đàm Hi Hòa vai Cao Trạm: thái giám tổng quản
- Tôn Mộng Giai vai Tiểu Tân - thị nữ của Tĩnh phi

### Đại thần Lương Quốc
- Trần Long vai Thống lĩnh cấm vệ quân Mông Chí
- Vương Vĩnh Tuyền vai Hạ Giang
- Tôn Tiểu Hội vai Hàn phu nhân (phu nhân Hạ Giang)
- Trương Linh Tâm vai Chưởng kính sử Huyền Kính Ti Hạ Đông
- Đan Anh Triết vai Nhiếp Phong - người cũ của Xích Diễm, phu quân Hạ Đông
- Lưu Quan Lâm vai Chưởng kính sử Huyền Kính Ti Hạ Xuân
- Tùy Trữ Dương vai Chưởng kính sử Huyền Kính Ti Hạ Thu
- Phung Huy vai Thẩm Truy
- Lý Đóa vai Thái Thuyên
- Hàn Chấn Hoa vai Trung thư lệnh Liễu Trừng
- Miêu Khắc vai Cao Thăng
- Lý Soái vai Vệ Tranh - người cũ của Xích Diễm, phó soái Xích Vũ doanh
- Trương Vũ Kiếm vai Liệt Chiến Anh - thuộc hạ của Tĩnh vương
- Liễu Dương vai Thích Mãnh - thuộc hạ của Tĩnh vương
- Vương Âu vai Tần Bàn Nhược, mưu sĩ của Dự Vương
- Kim Phong vai Tuyên Nương - sư tỷ của Tần Bàn Nhược

### Tiểu Thư - Công Tử thế gia
- Trình Hạo Phong vai đại công tử Ninh Quốc Hầu phủ, nhị thiếu gia Thiên Tuyền sơn trang Tiêu Cảnh Duệ
- Quách Hiểu Nhiên vai công tử quốc cữu phủ Ngôn Dự Tân
- Trương Hiểu Khiêm vai Mục tiểu Vương gia Mục Thanh
- Khuông Mục vai Tạ Bật - thế tử của Ninh quốc hầu phủ, con trai trưởng công chúa cùng Tạ Ngọc
- Tùy Vũ Mông vai Tạ Khởi - đại tiểu thư của Ninh quốc hầu phủ, con gái Tạ Ngọc, vợ của Trác Thanh Dao

### Thiên Tuyền Sơn Trang
- Lưu Hạo Minh vai Trác Đỉnh Phong: trang chủ Thiên Tuyền sơn trang, là cha của Trác Thanh Dao
- Lô Sam vai Liễu thị: phu nhân của Trác Đỉnh Phong
- Ngôn Kiệt vai Trác Thanh Dao: con trai Trác Đỉnh Phong, con rể Tạ Ngọc

### Đại Du - Bắc Yến - Nam Sở
- Lý Long vai Bách Lý Kỳ
- Hác Văn Học vai Nhạc Tú Trạch
- Quách Đông Nhạc vai Vũ Văn Huyên: anh họ của Vũ Văn Niệm
- Kiều Hân vai Vũ Văn Niệm - em gái cùng cha khác mẹ của Tiêu Cảnh Duệ

### Khách mời
- Cận Đông vai Lang Gia Các Thiếu các chủ Lận Thần